# Illegalismo
Il termine illegalismo indica un comportamento o una condotta politica che contrasta le leggi dello Stato praticando l'illegalità. Benché collegato storicamente con i movimenti culturali che propugnano la negazione dello Stato, è stato anche teorizzato per la fase transitoria verso una nuova legalità propugnata dai rivoluzionari di destra o di sinistra.

## Anarchismo
Solitamente, il termine è usato in riferimento a una tendenza dell'anarchismo che si sviluppò principalmente in Francia, Italia, Belgio e Svizzera nei primi anni del 1900, spesso legata all'anarchismo individualista.
L'illegalismo si fonda sull'anarchismo egoista e sulla filosofia di Max Stirner come giustificazione del comportamento criminale (di solito rapine, furti, taccheggio, sabotaggio, truffa) a fini ribellistici e individualisti, e anticapitalisti. 
(Max Stirner, L'Unico e la sua proprietà)
Come gli anarchici classici, essi sono anche forti avversari dell'idea di lavoro subordinato e di mercato. 
Influenzati dall'egoismo stirneriano, in Francia,  anarchici come Clément Duval e Marius Jacob si staccarono dagli illegalisti: essi giustificarono il furto con la teoria della ripresa individuale (la reprise individuelle) o reclamazione individuale. A differenza di quanto sostenuto da essi e poi dai fautori dell'esproprio proletario, gli illegalisti tradizionali li accusavano del fatto che le loro azioni non richiedevano alcuna base morale e che gli atti illegali non venivano intrapresi in nome di un ideale superiore, ma per la semplice ricerca dei propri desideri.

### Storia
L'illegalismo salì alla ribalta per la prima volta tra una generazione di europei ispirata dai disordini degli anni 1890, durante i quali figure come Ravachol, Émile Henry, Auguste Vaillant e Caserio commisero audaci crimini in nome dell'anarchismo, nella logica di quella che è conosciuta come propaganda del fatto. Alcuni vengono considerati precursori del terrorismo politico tramite attentati, sebbene i loro sostenitori li distinguessero dal semplice crimine attuato per arricchimento o impulso diverso, per il fatto che gli illegalisti erano spesso dichiarati anarchici, e agivano anche per autofinanziamento. A Parigi, questo ambiente era incentrato sui giornali settimanali L'Anarchie e le Causeries Populaires (gruppi di discussione regolari che si riunivano ogni settimana in diverse località della capitale e dintorni), entrambi fondati da Albert Libertad e dai suoi collaboratori.
Quando Petr Kropotkin e altri decisero di entrare nei sindacati dopo le loro iniziali riserve, restarono gli anarco-comunisti anti-sindacalisti, che in Francia si raggrupparono attorno a Le Libertaire di Sébastien Faure. Dal 1905 in poi, le controparti russe di questi comunisti anarchici anti-sindacalisti diventano partigiane del terrorismo economico e degli espropri illegali. L'illegalismo emerse come pratica effettivamente effettuata anche da anarco-comunisti, e spesso il termine "illegalismo" venne usato per definire tutti i modi utili ai "compagni" di guadagnare.
Tali atti di ribellione alle leggi, come i furti, sono stati spesso visti anche ideologicamente come gesti di protesta individuale contro il capitalismo e lo Stato, che avrebbero potuto alla lunga innescare un'insurrezione di massa, portando alla rivoluzione anarchica secondo la teoria del Verwirrung ("disordine, confusione") enunciata da Bakunin. Tra i sostenitori e gli attivisti di questa tattica vi furono Johann Most, Luigi Galleani, Victor Serge e Severino Di Giovanni. In Argentina, queste tendenze fiorirono alla fine degli anni Venti e durante gli anni Trenta del Novecento.
Non tutti gli illegalisti sono sostenitori di Stirner e della sua filosofia. Jules Bonnot e la banda Bonnot furono noti illegalisti, e, in Italia, Renzo Novatore e Sante Pollastri. 

### La banda Bonnot
La banda Bonnot fu il gruppo più famoso ad abbracciare l'illegalismo. La banda di Bonnot (La Bande à Bonnot) fu un gruppo anarchico criminale francese che operò in Francia e Belgio durante la Belle Époque, dal 1911 al 1912. Composta da individui che si identificavano con l'emergente ambiente illegalista, i più famosi Jules Bonnot e Raymond Callemin, la banda utilizzava tecnologie all'avanguardia (tra cui automobili e fucili a ripetizione) non ancora disponibili per la polizia francese, principalmente per effettuare rapine a banche o ricchi borghesi.
In seguito al suo arresto per aver ospitato membri della banda Bonnot, Victor Serge, che un tempo era un forte difensore dell'illegalità, divenne un critico acuto. In Memoirs of a Revolutionary, descrive l'illegalismo come "un suicidio collettivo", inutile al fine della rivoluzione. Allo stesso modo, Marius Jacob rifletté nel 1948: "Non credo che l'illegalità possa liberare l'individuo nella società odierna... Fondamentalmente, l'illegalità, considerata come un atto di rivolta, è più una questione di temperamento che di dottrina".

### Influenza
L'illegalismo è stato ripreso da correnti come l'anarchismo insurrezionale (ad esempio in Alfredo Maria Bonanno) e l'anarchia post-sinistra. In Spagna e in America Latina è apparso una sorta di movimento chiamato Yomango (da "yo mango" cioè io rubo), che sostiene il taccheggio e quindi aggiorna l'idea di reclamazione individuale.
Horst Fantazzini è stato un anarchico individualista italo-tedesco che ha perseguito uno stile di vita illegalista fino alla sua morte nel 2001. Ha acquisito notorietà mediatica principalmente a causa delle sue numerose rapine in banca in Italia e in altri paesi. Nel 1999 è stato rilasciato un film basato sulla sua vita Ormai è fatta!, dalla sua omonima autobiografia scritta negli anni '70.

## Sovversivismo
Come mezzo per la conquista del potere, l'illegalismo appartiene a molti altri movimenti politici che non escludono la violazione delle leggi per affermarsi: nel Novecento sono stati per lo più rappresentati dai rivoluzionari leninisti, ma anche dal sovversivismo in generale.
La violazione della legalità ebbe i suoi sostenitori in Italia anche in ambiente extra-anarchico: l’avvocato e giornalista dannunziano Pietro Marsich dichiarava che la «vera difesa dello Stato» andava esercitata «fuori dalla legge, una volta che la legge è cosa vana». Lo stesso Mussolini dichiarava al suo entourage: «Il regime non dispone ancora di mezzi legali per colpire i suoi nemici perché le leggi esistenti risentono dello spirito liberale contro il quale è insorto il fascismo. Per colmare queste lacune tutti i Governi allo stato di transizione hanno bisogno di governi illegali che mettano posto gli avversari (...) con il possesso degli organi ufficiali dello Stato il fascismo aveva poi il modo di mettere lo spolverino su tutte le violenze illegali».
In conseguenza di ciò, lo stesso Popolo d'Italia sostenne il 30 gennaio 1924 che le aggressioni subìte nel corso di pubblici comizi dagli onorevoli Enrico Gonzales e Filippo Turati era "illegalismo doloroso, se volete (specialmente per chi le ha buscate) ma spiegabilissimo (...) Illegalismo non desiderabile in sé... ma inevitabile; starei per dire fatale".